# Ontario Reign (AHL)
Die Ontario Reign sind ein US-amerikanisches Eishockeyfranchise aus Ontario, Kalifornien. Das Team spielt seit der Saison 2015/16 in der American Hockey League (AHL) und fungiert als Farmteam der Los Angeles Kings.

## Geschichte
Im Januar 2015 gab die American Hockey League eine umfangreiche Umstrukturierung zur Saison 2015/16 bekannt, in deren Rahmen eine neue Pacific Division gegründet wurde und fünf Teams nach Kalifornien übersiedelten. Eines dieser fünf Teams waren die Manchester Monarchs, die mit den Ontario Reign aus der ECHL die Plätze tauschten. Somit formierte sich ein AHL-Franchise unter dem Namen Ontario Reign, während die Manchester Monarchs fortan in der ECHL spielen. Beide Mannschaften blieben dabei Kooperationspartner der Los Angeles Kings und in Besitz der Anschutz Entertainment Group. Ihre Heimspiele tragen die Ontario Reign in der Toyota Arena aus.
Mike Stothers, der im Jahr zuvor mit den Monarchs den Calder Cup gewonnen hatte, wurde zum ersten Cheftrainer der Ontario Reign ernannt.